# Fyllozoid

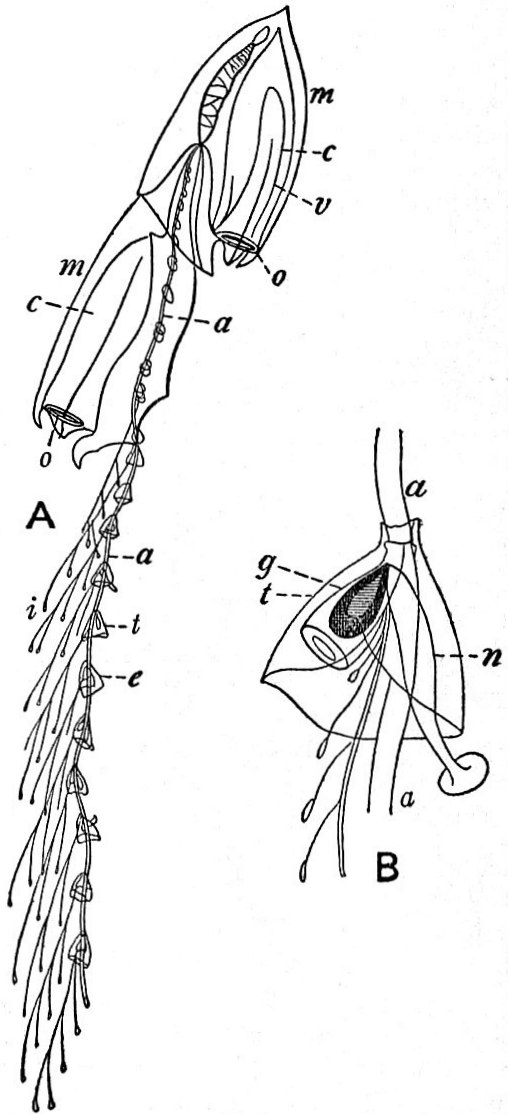
Diphyes campanulata. A: morfologia ogólna, B: morfologia kormidium. a: hydrosom, m: nektofory przedni i tylny, c: nektosak, v: kanały radialne nektoforu, o: ostium nektoforu, t: okrywa, n: syfon, g: gonofor, i: czułek

Fyllozoid, okrywa (łac. hydrophyllium, phyllozoid, ang. bract) – część ciała (kormusu) kolonijnych stułbiopławów z rzędu rurkopławów.
Fyllozoidy są zooidami, będącymi zmodyfikowanymi meduzami (hydromeduzoidami) lub zmodyfikowanymi polipami (hydropolipoidami). Występują u przedstawicieli podrzędu Calycophorae i części przedstawicieli Physonectae. Umieszczone są na części hydrosomu zwanej syfosomem, ponad pojedynczymi zooidami lub nad ich grupami, wchodząc w skład kormidiów.
Kształtem fyllozoidy przypominają stożek, hełm lub gruby liść. Ich ciało jest twarde. Najbardziej założoną budowę wykazują fyllozoidy u Calyconectae. U Diphyidae fyllozoid mieć może nasadowy wyrostek zwany tarczą szyjną (ang. neck shield). Kanał układu chłonąco-trawiącego dochodzący do wnętrza fyllozoidu może być pojedynczy lub wręcz zredukowany do nabrzmiałości zwanej fyllocystą (ang. phyllocyst) jak to ma miejsce u Diphyidae. U innych grup z kolei występować może w fyllozoidzie rozbudowana sieć kanałów. U Prayidae typowo występuje 6 kanałów: grzbietowy, brzuszny, dwa hydroecjalne i dwa podłużne, przy czym te ostatnie zredukowane mogą być do kanałów ostrogowych (ang. spur canals). Węzły głównych kanałów mogą być nabrzmiałe, tworząc narząd centralny (ang. cental organ).
U Calyconectae fyllozoidy mogą się one wraz z resztą kormidium odczepiać od kormusa tworząc stadium rozwojowe eudoksji lub ersei.
Główną funkcją fyllozoidów jest osłanianie innych zooidów. Niekiedy mają one dużą objętościowo zawartość mezoglei i wówczas pełnią dodatkowo funkcję hydrostatyczną, zwiększając wyporność organizmu.
Cechy budowy fyllozoidu, w tym układ kanałów odgrywa istotną rolę w oznaczaniu rurkopławów w stadium eudoksji, jako że jest ono pozbawione nektoforu.